# لوندا (إيطاليا)
لوندا هي كومونا تقع في مدينة فلورنسا الحضرية، في منطقة توسكانا الإيطالية الوسطى.

## جغرافيا
حيث إن البلديات المجاورة هي ديكومانو، براتوفيتشيو، روفينا، سان جودينزو وستيا.
قد تم تسجيل الاسم الجغرافي لأول مرة في مستند رقم 1028 باسم أوندا ، ويعني «موجة» ويشير إلى التورنت الذي يقع عليه. وإذ تظهر الموجة في شعار النبالة الجماعي.